# Poet Broline
Poet Broline, född 23 mars 2012 i Svenljunga i Västra Götalands län, är en svensk varmblodig travhäst. Han tränas och körs av Peter Untersteiner, verksam vid Halmstadtravet.
Poet Broline började tävla i juli 2014 och tog första segern i den fjärde starten. Han har till december 2018 sprungit in 4,1 miljoner kronor på 48 starter varav 14 segrar, 6 andraplatser och 2 tredjeplatser. Han har tagit karriärens hittills största segrar i långa E3-finalen (2015), Konung Gustaf V:s Pokal (2015), Gran Premio Continentale (2016) och Prins Carl Philips Jubileumspokal (2017). Han har även kommit på tredjeplats i Ina Scots Ära (2016).